# El último pasajero (Perú)
El último pasajero (conocido también como EUP) fue la versión peruana del programa concurso argentino del mismo nombre, producido originalmente por GV Producciones (2011) y Latina Televisión (2011-2015), bajo licencia de Endemol. Se emitió de lunes a viernes por Latina Televisión, en horario vespertino, bajo la conducción de Adolfo Aguilar y Jesús Alzamora. 
Su primera emisión en el 2011 hizo que ganara el Premio a la excelencia ANDA en 2012 como Mejor programa de televisión del año. En el 2015 se realizó una nueva temporada como competencia directa de Esto es guerra y Combate.

## Formato
Cada semana participan seis colegios de secundaria divido en tres etapas. La primera etapa se compiten a diario de dos en dos, dejando como clasificados a tres. En la semifinal solo dos se salvan para disputar la final al día siguiente. El ganador llevará a los concursantes un viaje de promoción a una ciudad por anunciar. En palabras del productor Ricardo Morán «se trata de un paquete completo para 14 pasajeros, con pasajes aéreos y bolsa de viaje».
Cada equipo —siguiendo el orden de los colores de los autobuses Rojo, Verde o Azul — están conformados por un capitán con sus respectivos participantes seguido del apoyo de los profesores y la familia. Dichos participantes —identificados por una camiseta acompañados de sus llaves— deberán obedecer las pruebas bajo la supervisión del Sr. Juez (interpretado en la primera temporada por Ricardo Morán), tanto las pruebas que realiza Beto (mascota) como los frenos impuestos por el Juez. Cada juego cumplido hará que el capitán entre a cierta cantidad de participantes. Al finalizar el programa, los capitanes tendrán que buscar una llave entre los últimos pasajeros (participantes que no ingresaron al autobús incluyendo al propio capitán), donde definirá al vencedor del día o el viaje de promoción según sea el caso. Las proabilidades de arracar el autobús son de 1 sobre la cantidad de últimos pasajeros (aplicando la distribución uniforme continua), debiendo ser verificado con antelación por el Ministerio del Interior.
La recolección de retos del juego varían por la propia producción. Comúnmente las competencias para añadir pasajeros al autobús son llamados "desafíos", donde se recibirá a una cierta cantidad de participantes, en consecuencia, reducir la posibilidad de buscar la llave para arrancarlo. Para los contraretos son llamados "frenos", donde el equipo en un momento determinado puede retar al equipo ganador para avanzar la etapa; sí el equipo logra ganar recibirá una bonificación adicional de lo contrario perderá lo obtenido en la prueba en cuestión. Otras bonificaciones son los mensajes de texto para apoyar el equipo, la cantidad de tuits con el hashtag #EUP más el color a apoyar, la posibilidad de obtener más llaves en el segmento final de preguntas y respuestas ("La cinta") donde puede ser el vencedor inmediato en caso de completar todos los pasajeros en el autobús.

### Juegos Primera Temporada
- Rompemuelles: consiste en ir empujando un auto con pasajeros adentro a través de una serie de rompemuelles hasta que llegue a chocar. Compiten los pasajeros que están dentro del auto(estos no pueden empujar) y 2 que empujan si estos no pueden se para el juego y tienen que venir uno más por equipo y luego continua, si estos no puedan se aumenta otro jugador hasta que un equipo llegué. Este fue el primer juego que se jugó en el programa.

- Memopie: consiste en ir avanzando por unas baldosas de acrílico, que al pisarlas se enciende de un color. La baldosa debe encenderse del color del equipo propio y así avanzar hasta la meta. Si el color pisado no es el del equipo propio, el participante debe volver al punto de partida de la zona en la que se encuentre y sería el turno de otro equipo. El Primero que llega a la meta es el ganador de la prueba.

- Glup Glup: Consiste en que un participante de un color diga una charada debajo del agua mientras el otro su compañero del mismo color tendrá un minuto y medio para adivinar todas las palabras que sea posible.gana el equipo que tenga más acierto durante el tiempo especificado.

- Pinchadiscos:(en la primera temporada el juego se llamaba disco baby)consiste en adivinar el nombre de una canción lanzada al azar, mediante un pulsador. Compiten 3 participantes en esta prueba, 2 que adivinan y 1 que corre, por una especie de máquina de correr con forma de disco. Mientras más veloz es el participante, mejor se escucha la canción. Los participantes tienen 15’’ para responder. Son 4 etapas, en la primera deben adivinar el nombre del cantante o grupo, en la segunda deben responder el nombre de la canción, en la tercera deben cantar una parte de la canción lanzada y en la última deben adivinar el nombre de la canción y el nombre del intérprete.

- Vas o no vas: El juego consiste en el que al capitán se le coloca audífonos con música de alto volumen, impidiéndole escuchar lo que sucede a su alrededor, también se le tapan los ojos. El último pasajero elegirá un pasaporte que tendrá una pregunta, una persona le tocará el hombro indicándole que responda, pero el capitán, sin saber la pregunta, debe responder SI o NO, beneficiar a su equipo o al otro. Por ejemplo: "Bajaremos a 2 pasajeros de tu bus y subiremos a 1 pasajero al equipo contrario", cuando todos los pasaportes hayan sido usados, al capitán se le quitarán los impedimentos, viendo que pasó en el bus.

- Tú o Quién: Es un juego en las alturas. Consiste en que se le hace una pregunta al participante, este debe decir si contesta él o le pasa la pregunta a un contrincante. Si en este caso el otro participante contesta incorrectamente, el participante que derivó la pregunta baja cierta cantidad de altura (equivalente a 1). Si contesta correctamente, en cualquier caso, el participante propio baja 1 MEDIDA y sigue jugando. Quien llegue primero a la base gana la prueba (Son 5 medidas que hay que bajar).

- La Piletra: Los participantes deben buscar letras para formar una palabra en un panel en el otro extremo del estudio. Entre la piscina de espuma y el panel hay una rampa con jabón, la que deben recorrer para ir y volver. Quién forme primero la palabra es el ganador.

- Guatedardo: participan en esta prueba 3 participantes, quienes se convierten en un dardo humano. Se extiende por todo el estudio un gran tablero de plástico con jabón. Desde fuera del estudio los participantes toman impulso, dan un salto y se tiran al tablero. Con el jabón estos se deslizan. Donde se detengan se deja una marca y donde marque la punta de esa marca es la puntuación que se obtiene en ese lanzamiento. Cabe destacar que este juego tiene una línea que marca el límite de donde los participantes se pueden tirar. Si no se respeta, se invalida el salto.

- Baño de Cultura: en este juego participa 1 jugador por equipo. Al frente de ellos se ubican 3 duchas continuas, donde también están las azafatas. Se le formula una pregunta de Verdadero o Falso a un participante, si este contesta correctamente deberá elegir una azafata de algún equipo contrario para que se saque una prenda. Son 5 prendas que tiene cada azafata (guantes, sombrero, correa, abrigo y falda). Cuando una azafata queda sólo con bikini, la ducha empezará a mojarla, dejando al equipo al que ella pertenezca fuera de competencia. El último equipo que mantiene a su azafata sin ducharse, gana.

- Manos Arriba: este juego se basa en el conocido juego de naipes inglés “El Nervioso”. 2 participantes de cada equipo se disfrazan de manos gigantes y el animador va mostrando uno a uno los naipes, diciendo de forma ordenada cada uno de los números o letras de este tipo de cartas. Cuando coincide la pronunciación y el naipe mostrado, los pasajeros deben correr y lanzarse sobre la figura de Beto en el piso. El participante que lo toca primero, le da un punto a su equipo. El primer equipo que logre 10 puntos al final del juego, lo gana.

- El Mate-tóxico: en este juego los conductores (Adolfo Aguilar y Jesús Alzamora) debe hacer preguntas de Razonamiento Matemático que los participantes deben contestar correctamente para no bajar un nivel. Este juego es similar al tú o quién con la diferencia que no se elige al color del equipo sino la sabes ya que en este si no contestas la pregunta en 5 segundos bajas un nivel hasta llegar al matetóxico. Si el participante responde bien, se seguirán realizando las preguntas hasta que concluyan y de haber un empate pasan a los sobres:(Este juego fue iniciado desde del Lunes 25 de abril de 2011).

- El Piano-Piano: En este juego aparecen 3 pianos que se encuentran en el piso. Hay 2 concursantes por cada equipo, un participante se encontrará en la meta, mientras el otro se encontrara adivinando las canciones que el otro participante tararea. Este último participante lleva unos audífonos en donde al tararear distorsiona su voz a fin de que no sea muy fácil adivinar la canción.

- Sacude la espuma: Este juego consiste en adivinar quien es el personaje que está en un tablero cubierto de jabón (por lo que nadie lo puede ver). Entonces aquí cada participante de cada equipo (con la azafata de su color) deben limpiar el tablero y así un(a) participante que está sentado en una silla alta (en la primera temporada) o sentado en las alturas con arnés de seguridad (en la segunda temporada) adivine la persona famosa que se encuentra en el tablero. Vale decir que el juez dirá en cada momento cuando los 3 equipos hayan jugado, una pista. El equipo que adivine primero ganará.

- Cubiletras: En este juego un participan 3 jugadores por equipo. El conductor dará una pista para formar una palabra de 5 letras. Uno de los jugadores deberá buscar en una pila de cubos, uno que contenga las letras de la palabra para ir formándola verticalmente en forma de torre. Los otros dos jugadores, sostenidos en el aire por una cuerda, son los responsables de armar la torre en el orden correcto y cuidar que no se derrumbe.

- Ahorcado: En este juego un participante por equipo estará sostenido en el aire y deberá en su turno decir una letra que se encuentre en la respectiva palabra de su color ubicada en un panel. En caso de que la letra se encuentre en la palabra se destapara y si no el jugador deberá escoger una cuerda de entre 6 para ser cortada, esta cuerda puede hacerlo caer a una colchoneta debajo. El jugador también puede intentar adivinar la palabra y en caso de no lograrlo caerá inmediatamente.

- El freno de azafatas: En este juego participa 1 jugador por equipo. Al frente de ellos se ubican un tablero gigante de color azul con agujeros donde una azafata en bikini es amarrada.Donde el concursante tiene que lanzarle globos de agua, el objetivo es lanzar el mayor número de globos que pasen por los agujeros sin reventarse. El concursante tiene 2:00 minutos para hacer esto.

- Memotumba: En este juego participan los 3 equipos y un participante por cada equipo.es juego se trata de que cada participante debe emparejar uno con otro. por ejemplo un país con sus capitales o un escritor con sus obras.gana el equipo que empareja más veces cuando todo el casillero ya está completado.

- Aerodibujo: En este juego participan 1 jugador por equipo. se trata de que el capitán adivine en un minuto como tiempo la palabra que está dibujando su compañero en la pizarra que gira alrededor de él. al pasar el tiempo la pizarra se irá llenando de dibujos y será más difícil adivinar la palabra dibujado.gana el equipo que adivine más palabras al terminar el tiempo.

- La Vacasabia: En este juego participan 5 jugadores por equipo 4 jugadores que levantan al jugador que está montada encima de un carrito. el juego se trata de pasar 4 niveles de preguntas. el primer nivel se trata de responder una pregunta de cultura general. el segundo nivel responder preguntas de literatura y lengua. el tercer nivel tienen que responder preguntas de ciencias naturales y en el último nivel tienen que responder una pregunta de cualquier género que le preguntara la vacasabia y si lo responden ganaran el juego.todas las preguntas que hacen lo confirma el semáforo el rojo significa que la respuesta es falso y el verde significa que la respuesta es verdadero.gana el primer equipo que responde la pregunta de la vacasabia.

- Contructorres: En este juego participan 1 jugador por cada equipo.el juego se trata que uno por uno de los participantes ira armando una torre de con 3 piezas en forma de un ladrillo la prueba continuara hasta que a uno de ellos se le caiga la torre y sea eliminado del juego.ya quedando solo 2 equipos ahora los participantes deben armar la torre con 5 ladrillos.gana la prueba el equipo que no tumbe la torre.

### Juegos Segunda Temporada
- Trepa: En este juego participan 3 jugadores por equipo dividido en 3 turnos. Los participantes tendrán que adivinar el personaje oculto, con las pistas que el conductor dará. Cuando crean saber la respuesta temdran que armar el circuito de bloques que los ayudaran a subir a las plataformas que están a lo largo de la prueba hasta llegar a la botonera que está al final del circuito. Gana el equipo que logre 3 aciertos.

- Mete Gol: En este juego participan 5 Jugadores por equipo. Los participantes tienen que hacer goles de palomita, el equipo que llegue a 5 goles será el equipo ganador.

- Colgados: Participan 3 jugadores por equipo. Consiste en que deben escuchar una pregunta de cultura general cuya respuesta es el nombre de un país. Los participantes deben llevar la bandera del país correspondiente a la respuesta de la interrogante a través de unas cuerdas que se ubican sobre una piscina inflable y colocar la misma en la astas ubicadas al otro lado. Tiene validez cuando la respuesta dada por los participantes coincide con la bandera colocada en el asta. El primero que logre 3 aciertos gana el juego.

- Las cintas del saber: Es el juego que consiste en que a cada participante que no haya subido al bus durante los juegos precedentes, se les formula unas preguntas de cultura general. Dichas interrogantes cuentan con tres opciones de respuesta. El participante que conteste correctamente sube al bus y así van acumulando la cantidad de pasajeros. Cuando un participante responde incorrectamente, le corresponde el turno al otro equipo. El juego finaliza cuando suena la alarma indicando que es el momento de la elección de llaves para el encendido de los buses o cuando solamente quede el "último pasajero"   (participante que cumple el rol de escoger la llave para encender el bus).

### Frenos
Los frenos son desafíos que pone un equipo contrario al que ganó el juego anterior, para evitar que este suba sus pasajeros y lograr subirlos a su equipo, en caso de no pasarlo. El capitán del equipo que puso el freno elige el o los pasajeros que deberán pasar la prueba.
- Peluquería: Consiste en un corte de pelo al azar. Puede ser para hombre o mujer. Dependiendo si acepta o no el corte, el o los participantes, pasan o no el freno.

- Duelo de Peluquería: 2 participantes de los diferentes equipos (equipo ganador del juego anterior y equipo que puso el freno) se van cortando mechones de pelo alternadamente y se va pesando el pelo cortado. En el momento en que una participante desiste de seguir cortándoselo, pasa el freno el equipo de la participante que se haya cortado más pelo, según el peso de este.

- Guácala: 2 participantes del sexo opuesto deben ingerir varios alimentos, mezclados en una batidora. Lo que resulta una mezcla de sabor bastante desagradable. Dependiendo si se acepte y se vacíe el recipiente del brebaje, pasan el freno. En la segunda temporada este freno consistía en que un(a) participante (en algunos casos con un adulto (padre de familia o profesor)debía ingerir un plato de comida a base de ingredientes exóticos (como gusanos u otros insectos) si lograba terminar de ingerir pasaba el freno. Este freno fue cancelado a raíz de la polémica en la que una de las participantes ingirió una ensalada con cucarachas lo cual causó malestar y condena general entre la teleaudiencia (Ver Controversias)

- Tatuaje: consiste en que se elige a un participante, padre o profesor, según corresponda deberá hacerse un tatuaje, que se borrara en el plazo de 10 días aproximadamente, de ser aceptado el freno se pasa.

- Corte de ceja: un participante o padre/apoderado voluntario (elegido por el capitán del equipo que impuso el freno) debe elegir un sobre en el cual aparece un modelo de corte de ceja, que es el que deberá hacerse la persona elegida para pasar el freno.

- Duelo de Peluquería Submarina:Se escoge un campeón buzo del equipo que activó el freno, el capitán escoge una mujer para pasar el freno. En un estanque con agua se echan 30 monedas de 6 gramos. El campeón debe bucear por un minuto y recoger la mayor cantidad de monedas posible; se va colocando una moneda en la balanza y el participante debe decidir si se deja cortar el pelo hasta alcanzar el peso exacto. Se va colocando moneda por moneda hasta que se acaben todas y si se acepta cortarse el cabello, pasa el freno.

- Desprendimiento: Todos los participantes tendrán que dejar algo de valor, por ejemplo un celular este dejaran por el lapso de una semana si todos aceptan dejar sus cosas, pasan el freno.

- Resistencia: se escoge a un participante del equipo ganador para pasar este freno, se trata de resistir por el lapso de 5 minutos un bloque de hielo con 3 descansos.si lo logra hacer pasa el freno.

## Temporadas

### Primera temporada (2011)
La primera temporada fue anunciado en el 2011. Inició el 21 de marzo de 2011 y terminó el 23 de diciembre de 2011. 
Conducción
- Adolfo Aguilar

En esta temporada estuvo acompañado de azafatas que representaron a un determinado equipo:
Azafatas
- Karen Schwarz,  por el equipo rojo.
- Jimena Espinoza,  por el equipo azul.
- Sandra González, por el equipo verde.

Señor Juez (voz en off)
- Ricardo Morán

### Segunda temporada (2015)
La segunda temporada fue anunciado en el 2015. Se inició el 9 de marzo de 2015 y finalizó el 1 de agosto de 2015.
Conducción
- Adolfo Aguilar
- Jesús Alzamora
- Gachi Rivero

Azafatas
Antes de transmitirse al aire, se convocó a la sucesora de Karen Schwarz para asumir el rol de azafata del equipo rojo en el programa de espectáculos de Latina.
- Lesly Reyna, por el equipo rojo.
- Nair Bravo,  por el equipo azul.
- Rocío Miranda, por el equipo verde.

## Palmarés
Se escogió semanalmente a un ganador, que se hacía acreedor a un viaje.
1.ª Temporada (2011)
| Fecha                   | Equipo ganador | Colegio ganador                                             | Destino              |
| ----------------------- | -------------- | ----------------------------------------------------------- | -------------------- |
| 25 de marzo de 2011     | Bus Rojo       | América Callao High School Bellavista, Callao               | Cuzco, Perú          |
| 1 de abril de 2011      | Bus Rojo       | Colegio Concordia Universal La Perla, Callao                | Salinas, Ecuador     |
| 8 de abril de 2011      | Bus Verde      | Colegio San Francisco Javier Breña, Lima                    | Máncora, Perú        |
| 15 de abril de 2011     | Bus Verde      | Colegio Franco-Peruano Santiago de Surco, Lima              | Máncora, Perú        |
| 21 de abril de 2011     | Bus Rojo       | Colegio Beata Ana María Javouhey Cercado del Callao, Callao | Arequipa, Perú       |
| 29 de abril de 2011     | Bus Rojo       | Colegio San Jorge Miraflores, Lima                          | Iquitos, Perú        |
| 6 de mayo de 2011       | Bus Rojo       | Colegio San Ignacio de Loyola Miraflores, Lima              | Arequipa, Perú       |
| 13 de mayo de 2011      | Bus Azul       | Colegio Manuel Seoane Corrales Ventanilla, Callao           | Máncora, Perú        |
| 20 de mayo de 2011      | Bus Verde      | Colegio Santa Rosa de Quives Los Olivos, Lima               | Máncora, Perú        |
| 27 de mayo de 2011      | Bus Azul       | Colegio Ariosto Matellini Chorrillos, Lima                  | Máncora, Perú        |
| 3 de junio de 2011      | Bus Verde      | Colegio Alcides Vigo Hurtado Santiago de Surco, Lima        | San Andrés, Colombia |
| 10 de junio de 2011     | Bus Azul       | Colegio EuroAmericano Pachacámac, Lima                      | San Andrés, Colombia |
| 17 de junio de 2011     | Bus Rojo       | Colegio Sebastián Salazar Bondy San Borja, Lima             | San Andrés, Colombia |
| 24 de junio de 2011     | Bus Verde      | Colegio Sor Ana de los Ángeles Pueblo Libre, Lima           | San Andrés, Colombia |
| 1 de julio de 2011      | Bus Verde      | Colegio San Lorenzo Ate, Lima                               | San Andrés, Colombia |
| 8 de julio de 2011      | Bus Verde      | Colegio La Salle Breña, Lima                                | San Andrés, Colombia |
| 15 de julio de 2011     | Bus Azul       | Colegio La Unión Pueblo Libre, Lima                         | San Andrés, Colombia |
| 22 de julio de 2011     | Bus Verde      | Colegio San Luis Mixto San Luis, Cañete, Lima               | San Andrés, Colombia |
| 5 de agosto de 2011     | Bus verde      | Colegio San Rafael San Juan De Lurigancho, Lima             | Iquitos, Perú        |
| 12 de agosto de 2011    | Bus Azul       | Colegio Divina Providencia Sunampe, Chincha, Ica            | Cancún, México       |
| 19 de agosto de 2011    | Bus Azul       | Colegio Horacio Patiño Cruzatti Santiago de Surco, Lima     | Cancún, México       |
| 26 de agosto de 2011    | Bus Rojo       | Colegio La Unión Pueblo Libre, Lima                         | Iquitos, Perú        |
| 2 de setiembre de 2011  | Bus Azul       | Colegio Saco Oliveros Cercado del Callao, Callao            | Máncora, Perú        |
| 9 de setiembre de 2011  | Bus Rojo       | Colegio San José de Cluny Surquillo, Lima                   | Iguazú, Argentina    |
| 16 de setiembre de 2011 | Bus Verde      | Colegio Champagnat Santiago de Surco, Lima                  | Salinas, Ecuador     |
| 23 de setiembre de 2011 | Bus Rojo       | Colegio San Rafael San Juan De Lurigancho, Lima             | Iguazú, Argentina    |
| 30 de setiembre de 2011 | Bus Azul       | Colegio Nivel A La Molina, Lima                             | Cancún, México       |
| 7 de octubre de 2011    | Bus Verde      | Colegio Trilce San Isidro, Lima                             | Cancún, México       |
| 14 de octubre de 2011   | Bus Verde      | Colegio Franco-Peruano Santiago de Surco, Lima              | Cancún, México       |
| 21 de octubre de 2011   | Bus Azul       | Colegio María Reina Marianistas San Isidro, Lima            | Cancún, México       |
| 28 de octubre de 2011   | Bus Verde      | Colegio Miguel Grau Magdalena del Mar, Lima                 | Cancún, México       |
| 4 de noviembre de 2011  | Bus Verde      | Colegio Santa Rosa San Isidro, Lima                         | Varadero, Cuba       |
| 11 de noviembre de 2011 | Bus Verde      | Colegio Franco-Peruano Santiago de Surco, Lima              | Varadero, Cuba       |
| 18 de noviembre de 2011 | Bus Verde      | Colegio Juan Enrique Newman La Molina, Lima                 | Varadero, Cuba       |
| 25 de noviembre de 2011 | Bus Verde      | Colegio Trilce Salaverry Jesús María, Lima                  | Varadero, Cuba       |
| 2 de diciembre de 2011  | Bus Rojo       | Colegio Dalton Lince, Lima                                  | Máncora, Perú        |
| 9 de diciembre de 2011  | Bus Verde      | Colegio La Molina 1278 La Molina, Lima                      | Máncora, Perú        |
| 16 de diciembre de 2011 | Bus Verde      | Colegio Nuestra Señora de Guadalupe Cercado de Lima, Lima   | Máncora, Perú        |
| 23 de diciembre de 2011 | Bus Azul       | Colegio Nuestra Señora de Guadalupe Cercado de Lima, Lima   | Madrid, España       |

2.ª Temporada (2015)
| Fecha               | Equipo ganador | Colegio ganador                                          | Destino                             |
| ------------------- | -------------- | -------------------------------------------------------- | ----------------------------------- |
| 13 de marzo de 2015 | Bus Rojo       | Colegio Hipólito Unanue Cercado de Lima, Lima            | Varadero, Cuba                      |
| 20 de marzo de 2015 | Bus Azul       | Colegio Melitón Carvajal Lince, Lima                     | Cancún, México                      |
| 27 de marzo de 2015 | Bus Rojo       | Colegio Isaac Newton Ventanilla, Callao                  | Salinas, Ecuador                    |
| 2 de abril de 2015  | Bus Verde      | Colegio Pitágoras San Juan de Lurigancho, Lima           | Santo Domingo, República Dominicana |
| 10 de abril de 2015 | Bus Rojo       | Colegio José Gabriel Condorcanqui Independencia, Lima    | Máncora, Perú                       |
| 17 de abril de 2015 | Bus Verde      | Colegio San Luis Maristas * Barranco, Lima               | Santo Domingo, República Dominicana |
| 24 de abril de 2015 | Bus Azul       | Colegio San Andrés Cercado de Lima, Lima                 | Cuzco, Perú                         |
| 1 de mayo de 2015   | Bus Rojo       | Colegio Pachacútec 6069 Villa el Salvador, Lima          | Bávaro, República Dominicana        |
| 6 de mayo de 2015   | Bus Rojo       | Colegio Hosanna Miraflores, Lima                         | Máncora, Perú                       |
| 15 de mayo de 2015  | Bus Azul       | Colegio Divina Providencia Sunampe, Chincha, Ica         | Cartagena, Colombia                 |
| 23 de mayo de 2015  | Bus Rojo       | Colegio Saco Oliveros-Pueblo Libre Pueblo Libre, Lima    | Santo Domingo, República Dominicana |
| 29 de mayo de 2015  | Bus Verde      | Colegio María Parado de Bellido Rímac, Lima              | Máncora, Perú                       |
| 5 de junio de 2015  | Bus Verde      | Colegio José Héctor Rodríguez San Martín de Porres, Lima | Cuzco, Perú                         |
| 12 de junio de 2015 | Bus Azul       | Colegio "Promo Mater Coeli" La Victoria, Lima            | Máncora, Perú                       |
| 18 de junio de 2015 | Bus Rojo       | Colegio Pamer-San Miguel San Miguel, Lima                | Cuzco, Perú                         |
| 26 de junio de 2015 | Bus Verde      | Colegio Inca Garcilaso de la Vega Ate Vitarte, Lima      | Máncora, Perú                       |
| 2 de julio de 2015  | Bus Azul       | Colegio Trento-Escardó San Miguel, Lima                  | Cuzco, Perú                         |
| 1 de agosto de 2015 | Bus Verde      | Colegio Meliton Carvajal Lince, Lima                     | Máncora, Perú                       |

- Nombre del colegio de acuerdo a fuentes externas ya que durante las emisiones del programa en las que participó, solo fue llamado como "Colegio Verde" de Barranco.

## Controversias
El 12 de marzo de 2015 en pleno juego "Trepa", correspondiente a la primera semifinal de la segunda temporada, se interrumpió la emisión de El último pasajero. Durante el corte del programa, el canal emitió un episodio de La Paisana Jacinta. Un comunicado emitido posteriormente por el canal, describió que la interrupción se debió a una avería eléctrica que afectó el distrito de Barranco, lugar donde se realizan las emisiones del concurso. La producción pidió disculpas.
El 25 de mayo de 2015 la Municipalidad de Barranco clausuró el casting en los alrededores del distrito por el exceso de aforo de asistentes y no poseer permisos para usar áreas verdes.

### Reto de comer insectos
El último pasajero generó críticas variadas acerca de los retos de comer insectos incluyendo larvas y gusanos.
El 20 de marzo de 2015, durante el freno "Guacala" correspondiente a la segunda final de la segunda temporada, una de las concursantes (conocido con el sobrenombre de Lalo) perteneciente al colegio Melitón Carbajal aceptó el freno de «comer todo el platillo de [ensalada de cucarachas]» para que puedan subir pasajeros, ya que había ganado el juego anterior (Colgados), caso contrario subían pasajeros del equipo que fue derrotado en el juego (Colegio Pamer-Magdalena). El suceso generó polémica y mientras algunos defendieron el reto, ya que las cucarachas que se encontraban en el plato de ensalada eran comestibles, otros en su gran mayoría, expresaron su rechazo e indignación aduciendo que denigraba la integridad de la concursante ya que es menor de edad. Los programas de la competencia y medios internacionales también hicieron eco.
Este hecho también fue puesta en conocimiento por personalidades de la política peruana ya que la entonces presidenta del Consejo de Ministros Ana Jara expresó su rechazo considerando al suceso como algo «indignante e inaceptable», a su vez, la Unicef pidió que se regule el contenido por atentar los derechos de la niñez.
El 23 de marzo Latina envió un comunicado acerca del suceso:

Con relación a la emisión de nuestro programa del pasado viernes 20 de marzo, en que una de las pruebas incluía ingerir algunos insectos, lamentamos no haber apreciado las susceptibilidades de nuestras audiencias sobre los hechos y las imágenes transmitidas.

A consecuencia de ello, la producción tuvo que replantear su formato, cancelando el freno "Guacala" y reemplazado por otros retos.
Sin embargo y en simultáneo, el periodista César Alfredo Vignolo, tomó acciones legales para que el Ministerio de Transportes y Comunicaciones regule el contenido. La demanda fue un éxito, ya que el 20 de mayo de 2015, la Sociedad Nacional de Radio y Televisión (SNRTV) multó a Latina con 10 UIT (equivalente a 38 500 soles) por no cumplir el «fomento de la educación, cultura y moral de la Nación; y de protección y formación integral de los niños y adolescentes». En ese mismo mes, la Fiscalía de Familia investigó el mencionado caso por atentar la ley que vela los Derechos del Niño y Adolescente.

## Premios y nominaciones
| Año  | Premio                       | Categoría                         | Resultado |
| ---- | ---------------------------- | --------------------------------- | --------- |
| 2011 | Premios Luces de El Comercio | Mejor programa de entretenimiento | Nominado  |
| 2012 | Premio a la excelencia ANDA  | Mejor programa de televisión      | Ganador   |